# Ténéré
Ténéré (đọc như "Tê-nê-rê") là vùng sa mạc ở phía trung nam của sa mạc Sahara. Nó gồm đồng bằng cát mênh mông trải từ miền đông bắc Niger qua miền tây Tchad, diện tích mặt đất chiếm hơn 400.000 km². Người ta cho rằng ranh giới của nó là dãy núi Aïr về phía tây, dãy Hoggar về phía bắc, cao nguyên Djado về phía đông bắc, dãy Tibesti về phía đông, và lưu vực hồ Tchad về phía nam. Đây là một Di sản thế giới và Khu dự trữ sinh quyển của UNESCO. Phần trung của sa mạc, Erg du Bilma (Biển cát Bilma), có trung tâm vào khoảng 17°35′B 10°55′Đ / 17,583°B 10,917°Đ.

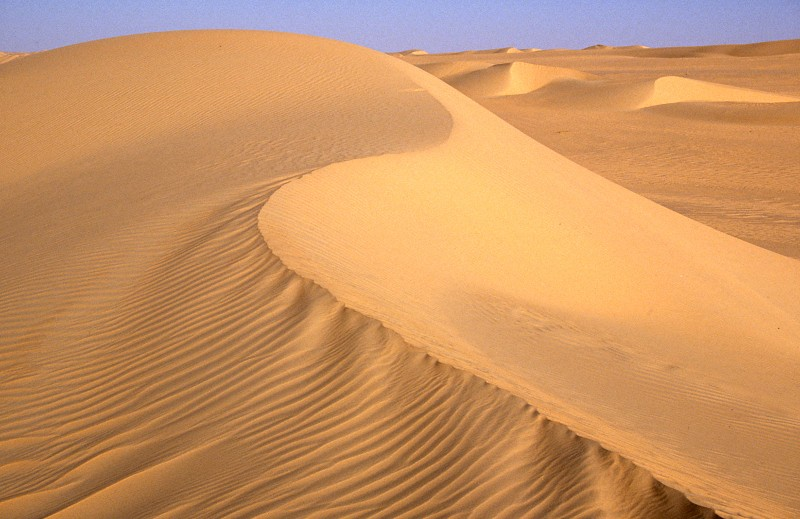
Biển cát (erg) giữa Fachi và Bilma có nhiều đụn cát lớn.

Tên Ténéré xuất từ tiếng Tuareg, có nghĩa "sa mạc"; cũng như vậy, từ tương ứng trong tiếng Ả Rập được đặt cho vùng Sahara chung quanh.